# Gottfried Könzgen
Gottfried Könzgen (* 3. April 1886 in Mönchengladbach; † 15. März 1945 im KZ Mauthausen) war ein deutscher Arbeitersekretär, Politiker (Zentrum) und Märtyrer.

## Leben
Nach dem Besuch der Volksschule in Hochneukirch bei Jüchen absolvierte Gottfried Könzgen eine Lehre als Weber. Er machte seine Mittlere Reife und das Abitur in Abendkursen am Erzbischöflichen Konvikt in Neuss. Er studierte anschließend als Gasthörer Jura und Wirtschaftswissenschaften in Bonn.
Im Ersten Weltkrieg wurde er mit dem Eisernen Kreuz II. Klasse ausgezeichnet. Nach dem Krieg heiratete er in Mönchengladbach 1920 und begann sich politisch zu betätigen. Gottfried Könzgen war von 1919 bis 1944 Arbeitersekretär der Katholischen Arbeiterbewegung in Duisburg. Als Stadtratsverordneter der Zentrumspartei war er zeitweise in Mönchengladbach aktiv. Er war zeitweise Leiter des „Katholischen Volksbüros“, was damals eine Art Rechtsberatung für die katholische Bevölkerung darstellte. Mitglied des Provinziallandtages war er von 1925 bis 1930 und Mitglied der Stadtverordnetenversammlung in Duisburg von 1929 bis 1933.
Am 9. Januar 1935 wurde er erstmals verhaftet. Er hatte im katholischen Arbeiterheim von St. Joseph in Duisburg über die „Begriffswandlungen in unseren Tagen“ gesprochen, worin die Gestapo einen Angriff auf die NS-Weltanschauung und eine Agitation gegen die Deutsche Arbeitsfront sah. Er befand sich dann für 108 Tage in Schutzhaft. 1938 erhielt er Redeverbot und wurde durch die Gestapo weiter beobachtet, allerdings bis 1944 nicht mehr verhaftet.
Am 23. August 1944 wurde er erneut verhaftet, Hintergrund hierfür war die Aktion Gitter. Er wurde ins Gefängnis nach Duisburg gebracht und von dort als politischer Häftling ins KZ Sachsenhausen eingeliefert. Am 24. August 1944 schrieb der im katholischen Glauben verankerte Könzgen unter anderem an seinen Sohn Edmund: „Wir wollen in solchen Notzeiten unser Volk und Vaterland besonders heiß lieben, bis die Stunde der Gerechtigkeit und Freiheit schlägt. Vielleicht verlangt Gott noch dieses letzte und für Mutter, Christa und Dich und schließlich auch für mich schwere Opfer, um wieder mit versöhnender Hand uns den Frieden zu schenken.“ Im Frühjahr 1945 wurde er ins KZ Mauthausen gebracht, wo er am 15. März 1945 in der Krankenbaracke an den Folgen seiner Haft verstarb. Möglicherweise wurde er ermordet.

## Ehrungen
Nach Gottfried Könzgen benannt sind:
- die Gedenkkapelle in der Katholischen Kirche St. Joseph im Dellviertel in Duisburg, seit 2010
- die Heimvolkshochschule Gottfried Könzgen in Haltern am See
- die Gemeinschaftshauptschule „Gottfried-Könzgen-Schule“ in Duisburg
- die Gottfried-Könzgen-Straßen in seinem Heimatort Jüchen-Hochneukirch, in Duisburg, in Hamm-Bockum-Hövel und in Herten sowie die Könzgenstraße in Dortmund-Aplerbeck

Die katholische Kirche hat Gottfried Könzgen im Jahr 1999 als Glaubenszeugen in das deutsche Martyrologium des 20. Jahrhunderts aufgenommen.
Der Seligsprechungsprozess wird angestrebt.